# Cristalián de España
Cristalián de España es un libro de caballerías escrito por la española Beatriz Bernal publicado por primera vez en Valladolid en 1545 con el título de Historia de los invictos y magnánimos caballeros don Cristalián de España, príncipe de Trapisonda, y del infante Luzescanio su hermano. 

## Autoría
Aunque no es mencionado en el Quijote, este libro ha llamado la atención de los estudiosos porque es el único de su género en España que consta que fue escrito por una mujer, Beatriz Bernal. La primera edición de la obra no identifica a la autora por su nombre y solo dice en portada "Corregida y enmendada de los antiguos originales por una señora natural de la noble y más leal villa de Valladolid". La segunda edición cambia esta frase e incluye el nombre de su autora: " Corregida y enmendada de los antiguos originales por doña Beatriz Bernal, natural de la muy noble villa de Valladolid." Esta edición fue promovida por Juana de Gatos, la hija de Beatriz, que pide la licencia de impresión, en la que se da alguna información interesante respecto a la madre: "Por cuanto por parte de vos, doña Juana Bernal de Gatos, viuda, vecina de la villa de Valladolid, hija y única heredera de Beatriz Bernal difunta, mujer que fue del bachiller Torres de Gatos, nos fue hecha relación que la dicha vuestra madre había compuesto un libro intitulado Don Cristalián de España, de que hicisteis presentación juntamente con un privilegio original dado a Christóval Pelegrín, el cual lo cedió en la dicha vuestra madre, y otra vez se había impreso con licencia y privilegio del emperador...". Aunque algunos autores han afirmado que la autora del Cristalián es Juana de Gatos, se trata de un error.
Está considerada la primera obra escrita por una autora española con plena conciencia de estar componiendo una obra literaria para entregarla a la imprenta.

## Estructura
Está dividido en cuatro partes. Fue reimpreso en Alcalá de Henares en 1586. De la primera edición hay ejemplares en la Biblioteca del Museo Británico de Londres, la Biblioteca Estatal de Baviera en Múnich, las Bibliotecas Nacionales de Lisboa y París, y de la segunda en la Biblioteca Nacional de Madrid, la Biblioteca Nacional de París y la Biblioteca Central de Barcelona.